# West Shutford
West Shutford var en civil parish från 1866 till 1932 då den blev en del av Shutford, i grevskapet Oxfordshire, i England. Civil parish var belägen 8 km från Banbury och hade 256 invånare år 1931.